# モア・ホット・ロックス
『モア・ホット・ロックス』 (More Hot Rocks (Big Hits & Fazed Cookies)) は、1972年にリリースされたローリング・ストーンズのコンピレーション・アルバム。

## 解説
1971年に発表された『ホット・ロックス』の売れ行きが良かったため、この続編としてアラン・クレインによりアメリカ向けにリリースされた。ヒットシングルを中心にした『ホット・ロックス』に対し、本作ではアメリカでは未発表だった曲が多く収録されており、ややマイナーな選曲となっている。ジャケットや内袋に使用された写真は、ゲレッド・マンコヴィッツによって撮影された1967年のアルバム『ビトウィーン・ザ・バトンズ』のアウトテイク写真である。Billboard 200で9位を記録、ゴールド・アルバムも獲得した。
イギリスやヨーロッパでは1990年までリリースされなかった。また日本では1989年に初めてリリースされたが、この時は「ホット・ロックス」同様1枚ごとに分けて販売された。1997年以降は2枚組セットで販売されている。2002年のリマスターに際し、ボーナストラックが3曲追加収録された。

## 収録曲

### オリジナル版（1972年）
☆はアメリカでは本作で初登場した曲。
- アナログA面／CD ディスク1

1. テル・ミー
  - LPではシングル・エディット・ヴァージョンだったが、CD化に際し3種のヴァージョンのうち中間的な長さのものが収録された。
2. ノット・フェイド・アウェイ
3. ラスト・タイム
4. イッツ・オール・オーヴァー・ナウ
5. グッド・タイムズ、バッド・タイムズ
6. アイム・フリー

- アナログB面

1. アウト・オブ・タイム
  - 後半が編集されたエディット・ヴァージョン。
2. レディ・ジェーン
3. シッティン・オン・ア・フェンス
4. マザー・イン・ザ・シャドウ
5. ダンデライオン(たんぽぽ)
  - この曲と次曲は、LPではシングル・バージョン（モノラル・ミックス）が収録されたが、CD化に際しステレオ・ミックスが収録された[1]。
6. この世界に愛を

- アナログC面／CD ディスク2

1. シーズ・ア・レインボー
  - 冒頭のストリートノイズがカットされている。
2. 2000光年のかなたに
3. チャイルド・オブ・ザ・ムーン
  - 旧CDではオリジナルと左右のチャンネルが逆のフェイド・アウト・バージョンが収録され、2002年リマスター版ではフル・レングス・バージョン（チャンネルが逆なのはそのまま）が収録された[1]。
4. ノー・エクスペクテーションズ
5. レット・イット・ブリード

- アナログD面

1. ホワット・トゥ・ドゥ
  - LPや旧CDではモノラルだったが、2002年リマスター版ではステレオで収録された[1]。
2. フォーチュン・テラー
  - イギリスでの2枚目のシングル用に録音されていたがキャンセルになり、その後コンピレーション・アルバム『Saturday Club』で初登場した。旧CDではオリジナルにあったハーモニカがカットされたが、2002年版で修正された[1]。
3. ポイズン・アイヴィー (ヴァージョン1)
  - 「フォーチュン・テラー」同様、イギリスでの2枚目のシングル用に録音されていたもので、旧CDではオリジナルにあったグイロの音が消されたが2002年版で修正[1]。
4. カム・オン☆
  - グループのデビュー・シングル。
5. マネー☆
  - この曲と次曲はEP『ザ・ローリング・ストーンズ』に収録されていた曲。
6. バイ・バイ・ジョニー☆
7. アイ・キャント・ビー・サティスファイド☆
8. ロング・ロング・ホワイル☆

### 2002年版ボーナス・トラック
1. エヴリバディ・ニーズ・サムバディ・トゥ・ラヴ (ボーナス・トラック)
  - 『ザ・ローリング・ストーンズ No.2』に収録されたロング・バージョン。モノラルで収録。ディスク2の9曲目に配置された。
2. ポイズン・アイヴィー (ヴァージョン2) (ボーナス・トラック)
  - EP『ザ・ローリング・ストーンズ』に収録されていた方のバージョン。ディスク2の13曲目に配置された。
3. 恋をしすぎた (ボーナス・トラック)
  - 『ガット・ライヴ・イフ・ユー・ウォント・イット!』に収録された疑似ライヴの元テイク。ステレオで収録。ディスク2の14曲目に配置された。これ以前にはドイツなどでしか発表されてこなかった。イギリス、アメリカ、日本では2002年版で初登場となる[1]。